# 石田茂作
石田 茂作（いしだ もさく、1894年11月10日 - 1977年8月10日）は、日本の仏教考古学者。文学博士（東京帝国大学・論文博士・1941年）（学位論文「飛鳥時代寺院址の研究」）。元奈良国立博物館長。文化功労者。従三位勲二等旭日重光章。岡崎市名誉市民。

## 略歴
愛知県碧海郡矢作町（現・岡崎市矢作町）生まれ。本郷村外十ヶ町村組合立江西高等小学校（現・岡崎市立矢作中学校）から愛知県立第二中学校（愛知県立岡崎高等学校）へ進む。1918年、東京高等師範学校（現・筑波大学）本科国語漢文部卒業。愛知第二師範学校（現・愛知教育大学）勤務、1923年東京高等師範学校専攻科修身教育部卒業などを経て、1925年1月から鑑査官補として東京帝室博物館に勤務、鑑査官･学芸部長へと昇進した。1957（昭和32）年3月より1965（昭和40）年3月まで奈良国立博物館長。1965（昭和40）年2月より文化財保護委員会委員。1968（昭和43）年7月より文化財保護審議会委員。
1941年、「飛鳥時代寺院址の研究」で東京帝国大学より文学博士の学位を取得。1961年（昭和36年）7月1日、岡崎市名誉市民に推挙される。
1977（昭和52）年8月10日、肺炎のため死去。82歳没。

## 業績
- 明治時代から学界論争になっていた法隆寺再建説を1939年（昭和14年）法隆寺内にあった巨大な塔心礎が現法隆寺とは別の寺院の若草伽藍跡だと石田が発掘調査し、金堂跡と塔跡を発見し法隆寺再建を確定した。その後1968 - 1969年（昭和43 - 44年）、奈良文化財研究所が石田を顧問として発掘調査して、法隆寺若草伽藍跡だと実証された[15]。
- 飛鳥時代、奈良時代の古代寺院伽藍配置を飛鳥寺式・四天王寺式・法隆寺式・法起寺式・東大寺式に分類し、研究者に受け入れられ、この型式名が定着した[16]。
- 仏教遺物や仏教遺跡を対象とした仏教考古学を提唱。
- 大戦中はその考古学者としての立場からアメリカの学者に文化的建造物の多い京都、奈良への爆撃の反対を伝えた。
- 1953年、弥勒寺跡発掘調査を行う。
- 郷里岡崎においては、北野廃寺跡の調査研究を推進した[6]。

## 受賞歴
- 1957年中日文化賞[17]（寺院址調査における仏教文化の研究）。
- 1964年度 朝日文化賞[18]（仏教考古学への貢献に対し）。
- 1967年 勲二等瑞宝章。
- 1974年文化功労者（仏教考古学）。
- 1977年 従三位勲二等旭日重光章。

## 著書
- 『写経より見たる奈良朝仏教の研究』東洋文庫論叢 1930　東洋書林、1982
- 『飛鳥時代寺院址の研究』聖徳太子奉讃会 1936　第一書房、1977
  - 『総説飛鳥時代寺院址の研究』大塚巧芸社 1944
- 『奈良時代文化雑攷』創元社 1944
- 『伽藍論攷 仏教考古学の研究 第1』養徳社 1948
- 『法隆寺と正倉院』三省堂出版 社会科文庫 1949
- 『校倉の研究』便利堂 1951　臨川書店、1992
- 『正倉院伎楽面の研究』美術出版社 1955
- 『東大寺と国分寺』至文堂 日本歴史新書 1959
- 『正倉院と東大寺』正倉院御物刊行会 1962
- 『奈良朝の文化』大東急記念文庫 文化講座シリーズ 1965
- 『仏教美術の基本』東京美術 1967
- 『日本仏塔の研究』講談社 1969
- 『法隆寺雑記帖』学生社 1969
- 『浄瑠璃姫の古蹟と伝説』至文堂 1969
- 『飛鳥随想』学生社 1972
- 『二つの感謝 随筆』東京美術 1974
- 『法隆寺 献納宝物の由来』聖徳太子奉讃会 1974
- 『聖徳太子尊像聚成』講談社 1976
- 『仏教考古学論攷』全6巻　思文閣出版　1977-78

1 (寺院編)
2 (仏像編)
3 (経典編)
4 (仏塔編)
5 (仏具編)
6 (雑集編)

### 共編著
- 『満鮮考古行脚』高橋健自共著 雄山閣 1927
- 『古瓦図鑑』編纂 大塚巧芸社 1930　新装版 吉川弘文館 2019
- 『日本考古図録大成 第10輯 塔』編 日東書院 1931
- 『日本名筆全集 第10巻 写経集』編 雄山閣 1931
- 『法輪寺大鏡』編 大塚巧芸社 1937
- 『中宮寺大鏡・法起寺大鏡』編 大塚巧芸社 1940
- 『中尊寺大鏡』第1-3  編　大塚巧芸社 1941
- 『聖徳太子全集 第5巻 太子関係芸術』編 竜吟社 1943
- 『安田文庫古経清鑒』編 日本海外商事 1952
- 『正倉院』和田軍一共編 毎日新聞社 1954

監修
- 『新版仏教考古学講座』全7巻 監修 雄山閣出版 1984

### 記念著作
- 『瓦礫洞古玩録』編 石田茂作先生古稀記念会 1964[19]
- 『秋田県の紀年遺物 石田茂作先生喜寿紀念出版』奈良修介編 小宮山出版 1976[20]